# Jordanathrix
Genre
Jordanathrix est un genre de collemboles de la famille des Dicyrtomidae.

## Liste des espèces
Selon Checklist of the Collembola of the World (version du 15 août 2019) :
- Jordanathrix articulata (Ellis, 1974)
- Jordanathrix leptothrix (Börner, 1909)

## Publication originale
- Bretfeld, 1999 : Synopses on Palaearctic Collembola, Volume 2. Symphypleona. Abhandlungen und Berichte des Naturkundemuseums Görlitz, vol. 71, no 1, p. 1-318.